# تربیخا
تربیخا یک روستای عرب نشین فلسطینی بوده‌است. این منطقه در ۲۷ کیلومتری شمال شرقی عکا در ناحیه تحت فرمان بریتانیا در قضای عکا قرار داشت که در طول جنگ اعراب و اسرائیل در سال ۱۹۴۸ توسط نیروهای دفاعی اسرائیل تصرف و خالی از سکنه شد. ساکنان این روستا نیز مانند ساکنان جنوب لبنان، شیعه بوده‌اند.

## تاریخ
سه تابوت در ضلع جنوبی روستا پیدا شده‌است. یک حوض نیم دایره، آب انبارها و چند مقبره نیز یافت شده‌است.
تربیخا در محل صلیبیان تیربیکا قرار داشت که نام خود را از آن گرفته‌است. در سال ۱۱۸۳ اشاره شد که گادفری د تور زمین دهکده را به ژوسلین سوم فروخت. در سال ۱۲۲۰، دختر ژوسلین سوم، بئاتریس دو کورتنی و شوهرش اتو فون بوتنلاوبن ، کنت هنه‌برگ، زمین‌های خود از جمله تیربیکا را به شوالیه‌های تتونیک فروختند.

### دوران عثمانی
تربیخا در سال ۱۵۱۷ با بقیه فلسطین به امپراتوری عثمانی ملحق شد و تا سال ۱۵۹۶ بخشی از ناحیه (فرعیه) تبنین تحت لیوای صفد با ۸۸ نفر جمعیت بود. بر تعدادی از محصولات از جمله گندم، زیتون و جو و همچنین بزها، کندوها و دستگاه پرس که برای فرآوری زیتون یا انگور استفاده می‌شد، مالیات پرداخت می‌کرد.
روستای تربیخا در اواخر قرن نوزدهم از سنگ ساخته شده و بر روی خط الراس قرار گرفته‌است. جمعیت آن حدود ۱۰۰ نفر تخمین زده می‌شده‌است و آنها با کشت زیتون زندگی می‌کردند. در این دوره تربیخا بخشی از استان بیروت بوده‌است. تنها پس از جنگ جهانی اول، زمانی که مرزهای لبنان و فلسطین توسط انگلیسی‌ها و فرانسوی‌ها مشخص شد، تربیخا تحت مدیریت فلسطین قرار گرفت.

### دوران قیمومت بریتانیا

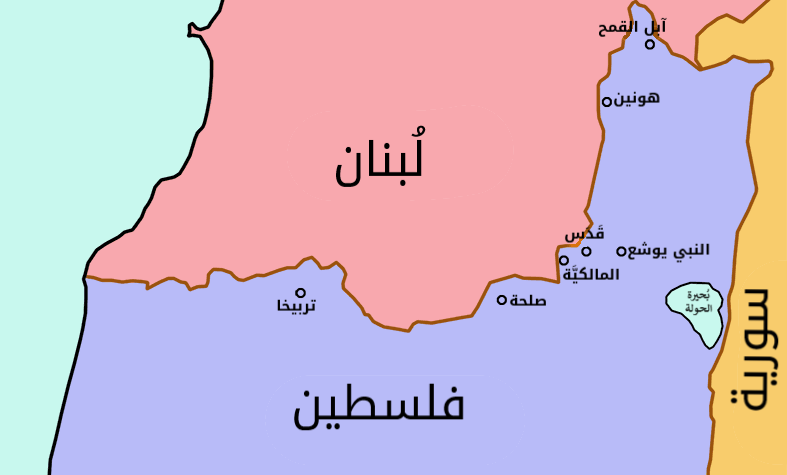
نقشه هفت روستای سابق شیعه‌نشین فلسطین

در سرشماری ۱۹۳۱ فلسطین که توسط مقامات قیمومیت بریتانیا انجام شد، تربیخا ۶۷۴ نفر جمعیت داشت. ۱ مسیحی و بقیه مسلمان، در مجموع ۱۴۹ خانه.
این روستا دارای دو مسجد و یک مدرسه ابتدایی بود که پس از سال ۱۹۳۸ تأسیس شد و در اواسط دهه ۱۹۴۰ تعداد ۱۲۰ دانش آموز در آن ثبت نام کردند. تربیخا دارای یک اداره گمرک و یک ایستگاه پلیس برای نظارت بر مرز لبنان نیز بود.
در آمار روستایی سال ۱۹۴۵ جمعیت روستا با سروح و نبی روبین شمرده شد که با هم ۱۰۰۰ تن و مجموعاً ۱۸۵۶۳ دونم زمین داشتند. از این تعداد، در مجموع ۳۲۰۰ دونوم به غلات اختصاص یافت، در حالی که ۶۱۹ دونوم آبیاری یا برای باغات استفاده می‌شد، در حالی که ۱۱۲ دونوم منطقه ساخته شده (شهری) بود.

### جنگ ۱۹۴۸ و پیامدهای آن
این شهر در ۳۰ اکتبر ۱۹۴۸ در طی عملیات حیرام توسط تیپ اودد مورد حمله قرار گرفت. به مردم دستور داده شد که در اوایل نوامبر به لبنان بروند. ارتش به اعراب اجازه نداد محصولاتی را که کاشته بودند جمع کنند. بلکه نظامیان به یهودیان کیبوتص تربیخا اجازه دادند تا محصولات را جمع‌آوری کنند و روستاها را بدون محافظ رها کردند، که به هر رهگذری اجازه دسترسی به اقلام روستای بدون محافظ را می‌داد. زمین‌های روستای تربیخا توسط مهاجران یهودی از مجارستان و رومانی به عنوان بخشی از سیاست یهودی سازی شمال الجلیل برای سکنی گزیده‌شد.
ولید خالدی، مورخ فلسطینی، دربارهٔ بناهای باقی مانده روستا در سال ۱۹۹۲ می‌گوید: «در حال حاضر حدود بیست خانه از روستا توسط ساکنان مشاو شومره اشغال شده‌است. برخی از سقف‌ها بازسازی شده و به شکل شیروانی درآمده اند. سنگ‌های خانه‌های اصلی، سقف پناهگاه مرکزی مشاوان را زینت می‌دهد.»
در سال ۱۹۹۴، پناهندگان هفت روستا که از سال ۱۹۴۸ به عنوان پناهندگان فلسطینی طبقه‌بندی شده بودند، تابعیت لبنان را دریافت کردند.

## کتابشناسی - فهرست کتب
- Conder, C.R.; Kitchener, H.H. (1881). The Survey of Western Palestine: Memoirs of the Topography, Orography, Hydrography, and Archaeology. Vol. 1. London: Committee of the Palestine Exploration Fund.
- Department of Statistics (1945). Village Statistics, April, 1945. Government of Palestine.
- Frankel, Rafael (1988). "Topographical notes on the territory of Acre in the Crusader period". Israel Exploration Journal. 38 (4): 249–272. JSTOR 27926125.
- Hadawi, S. (1970). Village Statistics of 1945: A Classification of Land and Area ownership in Palestine. Palestine Liberation Organization Research Center.
- Hütteroth, Wolf-Dieter; Abdulfattah, Kamal (1977). Historical Geography of Palestine, Transjordan and Southern Syria in the Late 16th Century. Erlanger Geographische Arbeiten, Sonderband 5. Erlangen, Germany: Vorstand der Fränkischen Geographischen Gesellschaft. ISBN 978-3-920405-41-4.
- Khalidi, W. (1992). All That Remains: The Palestinian Villages Occupied and Depopulated by Israel in 1948. Washington D.C.: Institute for Palestine Studies. ISBN 978-0-88728-224-9.
- Mills, E., ed. (1932). Census of Palestine 1931. Population of Villages, Towns and Administrative Areas. Jerusalem: Government of Palestine.
- Morris, B. (2004). The Birth of the Palestinian Refugee Problem Revisited. Cambridge University Press. ISBN 978-0-521-00967-6.
- Palmer, E.H. (1881). The Survey of Western Palestine: Arabic and English Name Lists Collected During the Survey by Lieutenants Conder and Kitchener, R. E. Transliterated and Explained by E.H. Palmer. Committee of the Palestine Exploration Fund.
- Peteet, Julie (2011). Landscape of Hope and Despair: Palestinian Refugee Camps. University of Pennsylvania Press. ISBN 978-0-8122-0031-7.
- Rhode, H. (1979). Administration and Population of the Sancak of Safed in the Sixteenth Century. Columbia University. Archived from the original on 1 March 2020. Retrieved 5 July 2022.
- Röhricht, R. (1893). (RRH) Regesta regni Hierosolymitani (MXCVII-MCCXCI) (به لاتین). Berlin: Libraria Academica Wageriana.
- Strehlke, Ernst, ed. (1869). Tabulae Ordinis Theutonici ex tabularii regii Berolinensis codice potissimum. Berlin: Weidmanns.
- Totah, Khalil (1955). Dynamite in the Middle East. Philosophical Library. ISBN 978-0-8022-1731-8.